# Die Dschungel-Prinzessin
Die Dschungel-Prinzessin (OT: The Jungle Princess) ist ein US-amerikanischer Spielfilm aus dem Jahr 1936. Unter der Regie von Wilhelm Thiele spielen Dorothy Lamour, Ray Milland und Akim Tamiroff die Hauptrollen in diesem Abenteuerfilm.

## Handlung
Eine Expedition trifft im Dschungel von Malaysia ein, um hier Tiere zu fangen. Die Jäger werden von Malaien begleitet, die eines Tages fest davon überzeugt sind, einen „Matjam Kertawa“, einen „lachenden Tiger“, gesehen zu haben. Aus Angst vor dem sagenumwobenen, gefährlichen Geschöpf weigern sie sich weiterzuarbeiten und so bleibt den Expeditionsteilnehmern nichts anderes übrig, als die Tour abzubrechen. Um die bereits gefangenen Tiere kümmern sich Jäger Christopher Powell, sein Freund Frank und einige Malaien, die zurückbleiben. Als Christopher sich allein auf einen Streifzug begibt, steht plötzlich ein Tiger vor ihm und setzt zum Sprung an. Bei seinem hilflosen Versuch zurückzuweichen, verletzt er sich am Bein. Sein Ende scheint besiegelt, doch zieht der Tiger sich zurück, als eine Frauenstimme ertönt. Die junge Ulah erscheint. Sie ist ein Kind des Dschungels und nach dem Tod des Vaters vor 15 Jahren allein aufgewachsen. Ihr steter Begleiter wurde der Tiger, der Christopher angefallen hat und den Ulah Limau genannt hat. Ulah führt den verletzten Christopher zu ihrer Felsenhöhle, wo er auch Ulahs zahmen Schimpansen Bogo kennenlernt. Christopher wird von Ulah in den nächsten Tagen gesundgepflegt. Obwohl sich beide anfangs kaum verständigen können, zumindest hat Ulah aus ihrer Kinderzeit doch noch einige malayische Worte behalten, verliebt sich Christopher in die junge Frau. Da er jedoch bereits mit Ava, der Tochter des Expeditionsleiters, verlobt ist, unterdrückt er seine Gefühle.
Erst nach dem Ende der Regenzeit kehrt Christopher in das Camp zurück. Ulah folgt ihm zusammen mit Limau und Bogo. Die verbliebenen Expeditionsteilnehmer, die vergeblich nach ihm gesucht hatten und ihn schließlich für tot hielten, sind erfreut aber auch erstaunt, dass Christopher so lange im Dschungel überleben konnte. Auch Christophers Verlobte Ava ist mit ihrem Vater nach dem Ende der Regenzeit zurück ins Camp gekommen. Sie nimmt Ulah sofort als Gefahr für ihre Beziehung wahr, versucht jedoch vergeblich, die junge Frau mit Tricks zu diskreditieren und bloßzustellen. Die malaiischen Hilfskräfte versuchen unterdessen, Limau einzufangen, weil sie glauben, dass es sich bei ihm um den lachenden Tiger handelt. Ulah spürt, dass man ihrem Tiger Böses will und eilt ihm zu Hilfe. Der Hass der Eingeborenen richtet sich daraufhin gegen Ulah. Sie glauben, dass man die Macht des lachenden Tigers nun dann brechen kann, wenn entweder der Tiger oder der ihn Beschützende geopfert wird. Ulah soll sterben. Die Expeditionsteilnehmer um Christopher stellen sich schützend vor die junge Frau, werden jedoch von den Malaien gefangen genommen. Ulah wird von den Eingeborenen in eine Grube gestoßen, in die sie anschließend glühende Asche werfen. Christopher gelingt es, sich zu befreien und Melan, den Anführer der Malaien, zu erschießen, nachdem dieser Limau getötet hat. Zur selben Zeit treffen die von Ulahs Schimpansen Bogo alarmierten Affen des Dschungels ein. Sie greifen die Eingeborenen an und schlagen sie in die Flucht. Ava erkennt, dass sie Christopher an Ulah verloren hat und entbindet ihn von seinem Wort. Ulah und Christopher kehren gemeinsam in den Dschungel zurück, wo sie zusammen leben werden.

## Synchronisation
Die deutsche Synchronfassung entstand bei der Paramount Synchronabteilung, Berlin. Bruno Hartwich schrieb das Dialogbuch und Harry Frank führte Regie. Manche Namen wurden geändert, wenn dies der Fall ist, dann steht der deutsche Name in Klammern. Die Synchronfassung wird heute nicht mehr benutzt. Als der Film 1980 im Fernsehen lief, wurde er Untertitelt.
| Figur                     | Darsteller     | Deutscher Sprecher |
| ------------------------- | -------------- | ------------------ |
| Ulah                      | Dorothy Lamour | Hansi Stadler      |
| Christopher Powell (Gerd) | Ray Milland    | Fritz Ley          |
| Karen Neg                 | Akim Tamiroff  | Walter Werner      |
| Frank                     | Lynne Overman  | Edgar Pauly        |
| Ava (Eva)                 | Molly Lamont   | Til Klokow         |

## Produktionsnotizen und Hintergrund
Das Budget des von Paramount produzierten Films lag bei 300.000 Dollar. Die Dreharbeiten begannen am 6. Juli 1936. Uraufgeführt wurde der Film in den USA am 24. Dezember 1936. In Deutschland wurde er am 16. Juni 1938 erstaufgeführt und erhielt sogar ein eigenes Programmheft. Da Regisseur Thiele jedoch jüdisch war, verweigerte man ihm, dem Emigranten, im Reich Adolf Hitlers, eine Namensnennung im Vorspann. Nach dem Krieg wurde Die Dschungel-Prinzessin in Deutschland am 26. März 1980 im Programm des NDR-Fernsehens erstmals gezeigt. In Österreich lief der Film noch vor dem Anschluss unter dem Titel Herrin der Dschungel. Arbeitstitel war Königin des Dschungels, so lautet auch der Titel der Geschichte von Max Marcin. Der Plan, den Film Dschungel-Mädchen zu nennen, wurde abgelehnt.
Die von Hans Dreier entworfenen Filmbauten wurden von Robert Usher ausgeführt.
Der Stoff beruht auf einer Geschichte von Max Marcin, zu der Frank Partos, Gerald Geraghty, Charles Brackett und Gouverneur Morris (1876–1953), ein Großenkel von Gouverneur Morris (1752–1816), einem der Gründerväter der Vereinigten Staaten, das Drehbuch schrieben. Es war Dorothy Lamours erste Hauptrolle in einem Spielfilm. Lamour trug in diesem Film als Naturkind einen von Edith Head maßgeschneiderten extrem engen Sarong, der ihre Figur gut zur Geltung brachte und soviel Kurven zeigte, wie der Zensor gerade noch erlaubte. Sie wurde deshalb vom Studio auch als Sarong-Girl präsentiert. In den Folgejahren erhielt Dorothy Lamour viele ähnlich gelagerte Rollen analog der Ulah. Für Regisseur Thiele war es die erste Regiearbeit in seiner neuen Heimat Hollywood.
In ihrer Autobiographie schrieb Dorothy Lamour, dass der Schimpanse Bogo während der Produktion einen Arbeiter am Set angriff und so schwer verletzte, dass er später seinen Verletzungen erlag.
Um die Jahreswende 1938/39 war der amerikanische Spielfilm Die Dschungel-Prinzessin (Jungle Princess) für 13 Wochen auf dem Spielplan des Astoria und wies damit eine der längsten Laufzeiten der zu dieser Zeit in Hannover gezeigten Filme auf.

## Kritik
Kay Weniger nannte den Film in seinem Buch Es wird im Leben dir mehr genommen als gegeben eine „billig hergestellte Albernheit um einen weiblichen Tarzan.“
Der Movie & Video Guide schrieb: „Lamour’s first sarong film is quite unpretentious and pleasant.“ (Lamours erster Sarong-Film ist ziemlich anspruchslos und angenehm.)
Halliwell’s Film Guide meinte: „This is strictly a programmer, but after it's success it was all done again, rather better, as Her Jungle Love“. (Das ist klar ein Billigfilm, aber nach seinem Erfolg hat man alles noch einmal gemacht, sogar besser als in Her Jungle Love.)

„Hollywood-Film, dessen Themen – die Liebe zwischen Menschen verschiedener Hautfarbe, Rassen- und Geschlechterrollen – an Tabus des damaligen US-Kinos rührten. (O.m.d.U.).“

„Fairly palatable entertainment most of the way (Die meiste Zeit leidlich genießbare Unterhaltung).“